# Baronía de Pinós
En la guerra de Jaime IV de Mallorca, Pedro II Garcerán de Pinós (VII barón de Pinós), organizó la defensa en el collado de Panissars. Pedro I Garcerán de Pinós (VIII barón de Pinós), participó en la guerra venecianogenovesa en Cerdeña 1354 muriendo de peste, durante el sitio de Alguer. 
La baronía fue una jurisdicción señorial que desde el siglo XI perteneció al linaje de la casa de Garcerán de Pinós, ubicada en el condado de Cerdaña, concretamente en el pagus de Berga.
El primer Garcerán de Pinós fue Mir Riculf (m. 1068), uno de los legendarios nueve barones de la fama,  también conocidos como Los nueve caballeros de la tierra, barones de la tierra catalana, con el afán de reconquistar los territorios ocupados por los sarracenos. Su hijo, Garcerán de Pinós (1068-1117) trasladó su sede al castillo de Bagà.[cita requerida]
El territorio limitaba al norte con la Sierra del Cadí, al sur con la riera de Malanyeu. Al este limitaba con la baronía de Mataplana en Gavarrós y al oeste con la Sierra del Verde y el Pedraforca incluyendo términos de Gósol, Saldes, Feners y Espà. Fuera de estos límites básicos, los señores de Pinós, también poseían Banat y Vilanova de Banat (o Calbell de Banat), el Querforadat y Ansovell, términos situados al norte de la Sierra del Cadí, así como las poblaciones de Pinós y Valmanya y al Alta Segarra.[cita requerida]
Los barones construyeron el castillo de Bagà, ya en el siglo XIII, y el año 1233 fundaron la villa de Bagà. Garcerán de Pinós y su mujer Esclarmonda concedieron una carta de franquicias que favoreció el poblamiento de la villa.[cita requerida]
Entre sus descendientes destacan;
1. Pedro Luis Garcerán de Borja, marqués de Navarrés, virrey y capitán general de los reinos de Tremecén, Ténez, Orán y Mazarquivir. Biznieto del papa Borja Alejandro VII. Decimocuarto y último gran maestre de la Orden de Montesa (Segorbe, 1528 - Barcelona, 20 de marzo de 1592), noble español.
Garcerán era hijo del tercer duque de Gandía y su segunda esposa, Francisca de Castro y Pinós, hija del vizconde de Evol, de forma que fue hermanastro de san Francisco de Borja. Fue nombrado el 26 de diciembre de 1556 virrey y capitán general de los reinos de Tremecén, Túnez, Orán y Mazalquivir, y en 1557 el rey le hizo Marqués de Navarrés.
2. Gaspar Garcerán de Pinós y Castro, conde de Guimerá, vizconde de Evol, de Alquel, Foradat, Illa, Canet y Ausbell, y las baronías de la Roca, Fréscano, Fraella, Vicien, Albero y otras. (n. Barcelona, 15 de noviembre de 1584 - Zaragoza, 15 de julio de 1638), historiador y anticuario español. Hijo de Felipe Garcerán de Castro, Vizconde de Evol, Illa y Canet, y de Ana de Aragón y de Borja, hija de los duques de Villahermosa Martín de Gurrea y Aragón y Luisa de Borja. Pretendió sucesión en los ducados de Villahermosa y de Luna, Baronías de Areños, Pedrola, Torrellas y otras, así como ser cabeza de la antigua y noble casa de Garceran de Pinós.
Obras de Gaspar Garcerán;
  - Tablas demostrativas de los antiguos y modernos Condes de Ribagorza. MS. que tuvo el Cronista José Pellicer y antes Fernando de Aragón, Duque de Villahermosa, quien se lo dio a Pellicer
  - Sumario Genealógico de la Casa de Pinós, que publicó su Secretario don Luis de Vera.
  - Discursos históricos de la vida, virtudes y acciones de la V. Duquesa D.ª Luisa de Borja.
  - Inscripciones de memorias Romanas y Españolas antiguas y modernas recogidas de varios autores, Manuscrito.
  - Sucesos de Antonio Pérez en el Reino de Aragón, manuscrito.
3. José Garcerán de Pinós y Perapertusa[1] Marqués de Santa María de Barberá (1626-1680). Por parte materna estaba emparentado con los Perapertusa y con la familia noble de Perpiñán, de los Blan. Prestó servicios a la causa catalana a partir del período revolucionario de 1640, acompañó Pau Claris cuando este fue a Sant Feliu de Llobregat. Participó en la Batalla de Montjuic (1641). 
Fue muy crítico con los abusos de la Administración francesa y por ello fue desterrado a Génova. Volvió en 1644. Con la caída de Barcelona, en 1652, fue el Rosellón. Sin embargo se distanció de los franceses y finalmente se ofreció al rey Felipe IV para expulsarlos. En 1677 fue uno de los embajadores catalanes que fueron a Zaragoza a jurar al rey Carlos II de España.
La baronía pasó a manos de los condes de Lerín y los Álvarez de Toledo, duques de Alba de Tormes.

## Barones de Pinós
- Miró Ricolf de Pinós
- Garcerán de Pinós
- Garcerán II de Pinós
- Ramón Garcerán de Pinós
- Garcerán III de Pinós
- Garcerán IV de Pinós
- Pedro I Garcerán de Pinós
- Pedro II Garcerán de Pinós
- Garcerán V de Pinós
- Pedro III Garcerán de Pinós
- Bernardo I Garcerán de Pinós
- Bernardo II Garcerán de Pinós
- Garcerán VI de Pinós
- Felipe I Garcerán de Pinós